# Ère Jiryaku
L'ère Jiryaku (en japonais : 治暦)  est une des ères du Japon (年号, nengō, littéralement « le nom de l'année ») suivant l'ère Kōhei et précédant l'ère Enkyū s'étendant du mois d'août 1065 au mois d'avril 1069. Les empereurs régnants sont Go-Reizei-tennō (後冷泉天皇) et Go-Sanjō-tennō (後三条天皇).

## Changement de l'ère
- 1065 Jiryaku gannen (治暦元年?) : Le nom de la nouvelle ère est créé pour marquer un événement ou une série d'événements. L'ère précédente se termine là où commence la nouvelle, en Kōhei 8, le 2e jour du 8e mois de 1065[1].

## Événements de l'ère Jiryaku
- Jiryaku gannen (治暦元年) ou Jiryaku 1 (1065):
- 3 avril 1066 (Jiryaku 2, 6e jour du 3e mois) : Une étoile filante apparaît vers l'est à l'aube[2].
- 1068 (Jiryaku 4, 14e jour du 8e mois) : Cérémonies de reconstruction de la salle du couronnement qui a été détruite par le feu[3].
- 1068 (Jiryaku 4, 19e jour du 4e mois) : Durant la quatrième année du règne de l'empereur Go-Reizei (後冷泉天皇4年), celui-ci meurt à l'âge de 44 ans et la succession (senso) est reçue par son fils. Peu après, l'empereur Go-Sanjo accède au trône (sokui)[4].

| Jiryaku   | 1re  | 2e   | 3e   | 4e   | 5e   |
| Grégorien | 1065 | 1066 | 1067 | 1068 | 1069 |